# Vitex agnus-castus
Vitex agnus-castus (nomes comuns: vitex, agno-casto, Liamba, anho-casto, agno-puro, árvore-da-castidade, pimenteiro-silvestre, pimenteiro, alecrim-de-angola) é um arbusto originário da região Mediterrânica. Possui folhas digitadas, flores com corola bilabiada, cimeiras tricótomas e frutos drupáceos.
É utilizado na medicina popular como chá, indicado no tratamento da tensão pré-menstrual (TPM), ansiedade, tensão nervosa e insónia. Como infusão para banhos, alivia os calores e suores típicos da menopausa.
Segundo Plínio, as mulheres gregas que queriam preservar a sua castidade colocavam folhas da planta nas suas camas e dormiam com elas.